# Ferenc II Nádasdy
Pour les articles homonymes, voir Ferenc Nádasdy et Nádasdy.
Ferenc Nádasdy ou François Nadasti, comte de Forgatsch, né en 1623 et mort le 30 avril 1671 à Vienne, fut un des membres les plus actifs de la ligue des nobles hongrois contre la puissance autrichienne en 1666.
N'ayant pu obtenir de l'empereur Léopold Ier du Saint-Empire la dignité de palatin, il conspira : des papiers découverts en 1671 firent reconnaître sa complicité dans plusieurs complots et il fut exécuté.

## Œuvres
- Mausoleum Regni Apostolici Regum et Ducum, Nuremberg, 1664 ;
- Cynosura juristarum, 1668 : recueil des lois de la Hongrie.